# Großes Degenhorn
Das Große Degenhorn ist ein 2946 m ü. A. hoher Berggipfel der Villgratner Berge an der Grenze zwischen den Gemeinden St. Veit in Defereggen im Nordosten, Innervillgraten im Süden und Außervillgraten im Osten. (Osttirol, Österreich).

## Lage
Das Große Degenhorn liegt im Nordwesten der Villgratner Berge. Der Gipfel befindet sich am zentralen Hauptkamm zwischen der Storfenspitze (2895 m ü. A.) im Westen und dem Wagenstein (2849 m ü. A.) im Nordosten. Von der Storfenspitze ist das Große Degenhorn durch eine unbenannte Scharte (2691 m ü. A.) getrennt, zwischen dem Wagenstein und dem Degenhorn liegt die Ochsenlenke (2744 m ü. A.). Der Südostgrat des Großen Degenhorn führt zum Kleinen Degenhorn (2849 m ü. A.) und fällt in der Folge nach Süden über die Kleine Arnlenke und die Trogschneide zur Arntaler Lenke ab. Auf die Arntaler Lenke folgt im Südosten die Kugelwand.
Im Kessel zwischen dem Nordostgrat und dem Südostgrat des Degenhorns befindet sich der Deggenhornsee. Südlich liegt das Quellgebiet des Arntalbachs, nördlich jenes des Brugger Almbachs. Östlich entspringt der Schrentebach, ein Quellbach des Winkeltalbachs.

## Anstiegsmöglichkeiten
Das Große Degenhorn ist ein beliebtes Wanderziel, das von allen umliegenden Tälern durch Wanderwege erschlossen wurde. Der kürzeste Weg auf das Degenhorn ist von Norden bei Benützung der Lifte des Skizentrum St. Jakob in Defereggen möglich. Der Weg führt hier von der Bergstation Mooseralm unterhalb des Großen Leppleskofel, der Hochleitenspitze und des Wagenstein in die Ochsenlenke und danach rund um den Degenhornsee auf das Kleine Degenhorn. Der Schlussanstieg erfolgt über den Südostgrat.  Parallel führt von Nordwesten ein Wanderweg durch das Tal des Brugger Almbachs. Dieser Wanderweg führt vom Ortsteil Lacken an den Steilstufen des Brugger Almbachs vorbei in dessen Tal zur Brugger Alm und weiter zur Ochsenlenke.
Von Osten ist der Anstieg auf das Degenhorn aus dem Tal des Winkeltalbachs möglich. Der Aufstieg erfolgt hier über die Volkzeiner Hütte,  die Volkzeinalm und die Heinkaralm über Steilstufen in den Schrentenbachboden und über weitere Steilstufen in ein kleines Hochkar mit Tümpeln. Von hier aus erreicht man die Ochsenlenke und kann wiederum über das Kleine Degenhorn zum Gipfel aufsteigen.
Der Aufstieg von Südwesten erfolgt über das Tal des Stallerbachs und des Arntals vorbei an Unterstalleralm und Oberstalleralm. Beim Garten zweigt in der Folge der Weg nach Nordwesten über Wiesen und Schutthänge zum Degenhorn ab.
Neben den markierten Wegen sind zudem Kletterrouten über den Westgrat (III+) bis zur Roten Spitze oder den Nordostgrat (II).